# Barbodes colemani
Barbodes colemani е вид лъчеперка от семейство Шаранови (Cyprinidae).

## Разпространение
Видът е разпространен в Тайланд.